# The Good Fairy
The Good Fairy is een film uit 1935 onder regie van William Wyler. De film is gebaseerd op het toneelstuk A jó tündér van Ferenc Molnár. In Nederland werd de film destijds onder de titel Getrouwd ... en niet getrouwd uitgebracht.

## Verhaal
Maurice Schlapkohl is de eigenaar van het grootste filmtheater ter wereld in Boedapest. Hij overtuigt Dr. Schultz ervan een van haar weeskinderen aan hem te verkopen, zodat hij deze kan gebruiken als plaatsaanwijzer. Hij kiest Luisa 'Lu' Ginglebusher, een naïeve jongedame die hij opmerkt als ze het verhaal van "The Good Fairy" naspeelt voor andere weeskinderen.
Vlak voordat ze vertrekt, waarschuwt Dr. Schultz haar voor het mannelijk geslacht. Ze maakt haar wijs dat mannen enkel slechte bedoelingen hebben en dat ze te allen tijde contact met hen moet vermijden. Eenmaal in het filmtheater ontmoet ze kelner Detlaff. Wanneer een stamper haar aanvalt op straat, vertelt ze dat Detlaff haar echtgenoot is zodat hij weg gaat. Dit incident zorgt ervoor dat ze elkaar beter leren kennen.
Detlaff nodigt Lu uit voor een feest waar hij zal werken als kelner. Hier ontmoet ze Konrad, de eigenaar van een Zuid-Amerikaanse vleesverpakkingsfabriek. Hij stapt op haar af, maar zij heeft geen interesse in hem. Ze liegt dat ze getrouwd is met een advocaat zodat hij haar met rust laat. Konrad dwingt haar hem te zeggen wie haar echtgenoot is, waarna Lu Dr. Max Sporum noemt nadat ze zijn naam in een telefoonboek ziet staan.
De volgende dag gaat Konrad naar Dr. Max Sporum en zorgt een baan voor hem in Zuid-Amerika. Hij hoopt Lu te kunnen verleiden als Max afwezig is. Lu besluit Max ook te bezoeken en voelt zich schuldig als hij denkt dat hij zijn promotie op eerlijke wijze heeft verdiend. Ze leren elkaar beter kennen en langzaam valt Lu voor de charmes van Max. Als zij vertrekt voor een afspraak met Konrad, is hij ervan overtuigd dat ze een maîtresse van een man is.
Lu is beledigd met zijn beschuldiging en het duurt niet lang voordat hij zijn excuses aanbiedt. Tijdens zijn afspraak met haar, zegt Konrad aan Lu dat hij geen vrouwenverslinder is en eigenlijk met haar wil trouwen. Detlaff is echter naar binnen geslopen en slaat Konrad bewusteloos. Hiermee probeert hij Lu te beschermen, maar zij kan het niet goed waarderen.
Op een gegeven moment loopt alles uit de hand en is Lu gedwongen aan iedereen de waarheid te zeggen. Konrad doet een huwelijksaanzoek, maar zij wijst hem af. Ze wil vertrekken om iedereen een hoop leed te besparen, maar Max houdt haar tegen. Hoewel hij weet dat hij zijn promotie niet op eerlijke wijze heeft verdiend, is hij nog altijd verliefd op Lu en ze zoenen elkaar. Ze realiseren dat ze in armoede zullen leven, maar besluiten desondanks met elkaar te trouwen.

## Rolverdeling
| Acteur            | Personage               |
| ----------------- | ----------------------- |
| Margaret Sullavan | Luisa 'Lu' Ginglebusher |
| Herbert Marshall  | Dr. Max Sporum          |
| Frank Morgan      | Konrad                  |
| Reginald Owen     | Detlaff                 |
| Eric Blore        | Dr. Metz                |
| Beulah Bondi      | Dr. Schultz             |
| Alan Hale         | Maurice Schlapkohl      |
| Cesar Romero      | Joe                     |
| Ann Miller        | Bijrol                  |
| Jane Withers      | Weeskind                |

## Achtergrond
De film werd tussen 13 september en 17 december 1934 opgenomen. Regisseur William Wyler en de hoofdrolspeelster Margaret Sullavan hadden regelmatig onenigheden op de set. Desondanks vielen ze voor elkaar en trouwden ze in de productieperiode van de film, op 25 november, acht weken nadat ze elkaar leerden kennen. De film werd in 1935 uitgebracht. Bij de Nederlandse uitgave werd vastgesteld dat het niet geschikt is voor personen onder de achttien jaar, wegens een jacht van een vleeshandelaar op een onschuldig meisje.

## Cinematografie
Het geluid is mono, verzorgd door Gilbert Kurland, en de filmmuziek is van Heinz Roemheld. Het beeld is in zwart-wit, van cameraman Norbert Brodine. De film wordt beschouwd als de eerste waar deep-focus gebruikt is, hoewel het gebruik van deze techniek bekender is door de film Citizen Kane uit 1941.